# Преказаљио (Бреша)
Преказаљио је насеље у Италији у округу Бреша, региону Ломбардија.
Према процени из 2011. у насељу је живело 148 становника. Насеље се налази на надморској висини од 1370 м.